# Кордюково (Свердловская область)
Кордюково — село в городском округе Верхотурский Свердловской области России.

## Географическое положение
Село Кордюково расположено в 60 километрах (по автодороге в 66 километрах) к востоку-юго-востоку от города Верхотурья, на правом берегу реки Туры. В окрестностях села находится озеро-старица, а также ботанический и гидрологический природный памятник — припоселковый кедровник и сероводородный источник.

## История села
Значение слова курдюк от тюркского означает сальный хвост у баранов, овец. Село было основано в 1680 году как деревня Курдюкова по фамилии крестьян-первопоселенцев Григория и Павла Курдюковых.  

### Спасская церковь
В 1910 году была построена деревянная однопрестольная церковь, которая была освящена в честь Нерукотворенного Образа Спасителя в 1910 году. Церковь была закрыта в 1930-х годах.

## Население
| 1873 | 2002 | 2010 | 2021 |
| ---- | ---- | ---- | ---- |
| 214  | ↗621 | ↘562 | ↘489 |